# Opsada Kijeva
| Radovi u tijeku! |
| Jedan vrijedni suradnik upravo radi na ovom članku! Mole se ostali suradnici da NE UREĐUJU članak dok je ova obavijest prisutna. Koristite stranicu za razgovor ako imate komentare i pitanja u vezi s člankom. Kada radovi budu gotovi predložak će ukloniti suradnik koji ga je postavio na članak! Predložak može svatko ukloniti ako 6 sati nije bilo promjena u članku i njegovoj stranici za razgovor. |

Opsada Kijeva 1991. bila je jedan od najranijih sukoba u Domovinskom ratu. 9. korpus Jugoslavenske narodne armije (JNA) pod vodstvom pukovnika Ratka Mladića i snage Srpske autonomne oblasti (regije) Krajine (SAO Krajina) pod zapovjedništvom načelnika kninske policije Milana Martića opkolile su krajem travnja selo Kijevo naseljeno Hrvatima. i početkom svibnja 1991. Početna opsada je prekinuta nakon pregovora koji su uslijedili nakon velikih prosvjeda u Splitu protiv JNA .
JNA i snage SAO Krajine obnovile su blokadu sredinom kolovoza. Kijevo je zauzeto 26. kolovoza, a potom opljačkano i spaljeno. Borbe u Kijevu bile su značajne kao jedan od prvih slučajeva kada je JNA otvoreno stala na stranu SAO Krajine protiv hrvatskih vlasti. Hrvatska policija povukla se iz Kijeva prema gradu Drnišu, a preostalo hrvatsko stanovništvo napustilo je selo.
Martiću je suđeno na Međunarodnom kaznenom sudu za bivšu Jugoslaviju (MKSJ) po nekoliko različitih optužbi za ratne zločine, uključujući i sudjelovanje u opsadi Kijeva. Suđenje je rezultiralo presudom krivnje, a nalaze Sudskog vijeća u vezi s Kijevom, donesene 2007. godine, potvrdilo je Žalbeno vijeće MKSJ-a 2008. godine, na temelju iskaza svjedoka o tome da se radilo o etničkom čišćenju. Opsada je bila prvi slučaj etničkog čišćenja u ratovima na području bivše Jugoslavije. Hrvatske vlasti sudile su Mladiću u odsutnosti i osudile ga za ratne zločine počinjene u Kijevu.

## Pozadina
Godine 1990. etničke napetosti između Srba i Hrvata pogoršale su se nakon izborne pobjede Hrvatske demokratske zajednice (HDZ). Jugoslavenska narodna armija (JNA) oduzela je oružje Teritorijalne obrane (TO) kako bi smanjila otpor. Dana 17. kolovoza napetosti su eskalirale u otvorenu pobunu hrvatskih Srba, usredotočenu na pretežno srpsko naseljena područja Dalmatinske Zagore oko Knina, dijelove Like, Korduna, Banovine i istočne Hrvatske. Srbija je, uz podršku Crne Gore i srbijanskih pokrajina Vojvodine i Kosova, bezuspješno pokušala dobiti odobrenje jugoslavenskog Predsjedništva za operaciju JNA radi razoružavanja hrvatskih sigurnosnih snaga u siječnju 1991. Zahtjev je odbijen, a krvavi sukob između srpskih pobunjenika i hrvatskih specijalnih snaga policije u ožujku potaknuo je samu JNA da zatraži od Saveznog Predsjedništva da joj da ratne ovlasti i proglasi izvanredno stanje. Iako su zahtjev podržali Srbija i njezini saveznici, JNA je odbijena 15. ožujka. Srpski predsjednik Slobodan Milošević, preferirajući kampanju za proširenje Srbije umjesto očuvanja Jugoslavije s Hrvatskom kao federalnom jedinicom, javno je zaprijetio da će JNA zamijeniti srpskom vojskom i izjavio da više ne priznaje vlast saveznog Predsjedništva. Prijetnja je navela JNA da postupno odustane od planova za očuvanje Jugoslavije u korist širenja Srbije dok je JNA dolazila pod Miloševićevu kontrolu. Do kraja ožujka sukob je eskalirao do prvih žrtava. Početkom travnja, vođe srpske pobune u Hrvatskoj izjavile su svoju namjeru da integriraju područja pod svojom kontrolom sa Srbijom. Vlada Hrvatske smatrala ih je separatističkim regijama.
Početkom 1991. Hrvatska nije imala redovnu vojsku. Kako bi ojačala svoju obranu, udvostručila je broj policijskih snaga na oko 20 000. Najučinkovitiji dio snaga bila je specijalna policija od 3000 vojnika raspoređenih u dvanaest bojni, koja je usvojila vojnu organizaciju jedinica. Također je bilo 9000-10 000 regionalno organiziranih pričuvnih policajaca raspoređenih u 16 bojni i 10 satnija. Pričuvnim snagama nedostajalo je oružja. Kao odgovor na pogoršanje situacije, hrvatska vlada u svibnju je osnovala Zbor narodne garde (ZNG) spajanjem bojni specijalne policije u četiri potpuno profesionalne gardijske brigade koje su se zajedno sastojale od otprilike 8000 vojnika podređenih Ministarstvu obrane na čelu s umirovljenim generalom JNA Martinom Špegeljem. Regionalna policija, koja je do tada proširena na 40 000 ljudi, također je pripojena ZNG-u i reorganizirana u 19 brigada i 14 samostalnih bojni. Gardijske brigade bile su jedine jedinice ZNG-a koje su bile potpuno naoružane streljačkim oružjem ; u cijelom ZNG-u nedostajalo je težeg naoružanja i nije postojala zapovjedna i kontrolna struktura. Nedostatak teškog naoružanja bio je toliko ozbiljan da je ZNG pribjegao korištenju oružja iz Drugog svjetskog rata uzetog iz muzeja i filmskih studija. U to vrijeme, hrvatska zaliha oružja sastojala se od 30 000 komada streljačkog oružja kupljenog u inozemstvu i 15 000 komada koje je prethodno bilo u vlasništvu policije. Tada je osnovana nova specijalna policija od 10 000 vojnika kako bi se zamijenilo osoblje izgubljeno u gardijskim brigadama.

## Zasjeda u Kijevu
Godine 1991. Kijevo je bilo selo s 1261 stanovnikom, od kojih je 99,6% bilo Hrvata. Okruživala su ga srpska sela Polača, Civljane i Cetina.  Nakon Balvan revolucije, tri srpska sela postala su dio SAO Krajine, a pristup Kijevu cestama bio je ograničen jer su u Polači i Civljanima postavljene barikade na cestama koje su vodile u selo.  Kao odgovor, stanovništvo je osnovalo ad hoc miliciju. 
Nakon incidenta na Plitvičkim jezerima 1. travnja 1991., snage SAO Krajine zarobile su tri hrvatska policajca iz obližnjeg Drniša s namjerom da ih razmijene za pripadnike srpskih vojnika koje su hrvatske snage zarobile na Plitvičkim jezerima. Zauzvrat, milicija koju su osnovali stanovnici Kijeva zarobila je nekoliko srpskih civila i zahtijevala da se zarobljeni policajci puste u zamjenu za njihove zarobljenike.  Dana 2. travnja, obavještajni časnici JNA izvijestili su o tome i upozorili kako su lokalne milicije u Kijevu i Civljanama, inače odvojene barikadama, sudjelovale u oružanim sukobima koji su prijetili eskalacijom.  Kijevo je postalo strateški značajno jer je njegov položaj ometao cestovnu komunikaciju SAO Krajine. 

## Blokada od travnja do svibnja
U noći 27./28. travnja, skupina pripadnika hrvatskog MUP-a uspjela je doći do Kijeva,  a hrvatska policijska postaja formalno je uspostavljena u selu 28. travnja.  Sljedećeg dana,  trupe JNA, pod zapovjedništvom načelnika glavnog stožera 9. (Kninskog) korpusa JNA, pukovnika Ratka Mladića, ušle su u selo,  presjekavši sav pristup i spriječivši dostavu opskrbe u Kijevo.  Dana 2. svibnja,  hrvatski policijski helikopter prisilno je sletio u Kijevo nakon što je pretrpio štetu uzrokovanu pucnjavom vojnika SAO Krajine. Helikopter je prevozio tadašnjeg ministra obrane Luku Bebića i potpredsjednika Sabora RH Vladimira Šeksa . Zrakoplov je uspio poletjeti nakon popravka istog dana.  Još jedan okršaj dogodio se 2. svibnja na planini Kozjak, gdje je pripadnik paravojne formacije SAO Krajine poginuo dok je bio na straži. 
Hrvatski predsjednik Franjo Tuđman pozvao je javnost da prekine opsadu, a apel je rezultirao velikim prosvjedom protiv JNA u Splitu,  koji je organizirao Hrvatski sindikat u brodogradilištu Brodosplit 6. svibnja 1991.  Dana 7. svibnja, 80 tenkova i gusjeničnih vozila te 23 kotačna vozila 10. motorizirane brigade JNA napustilo je vojarnu u Mostaru, ali su ih civili zaustavili u Pologu, ispred Širokog Brijega, zapadno od Mostara. Konvoj je ostao na mjestu tri dana dok je gomila zahtijevala da JNA prekine opsadu Kijeva. Prosvjed je završio nakon što je Alija Izetbegović, predsjednik Predsjedništva Bosne i Hercegovine, posjetio i obratio se prosvjednicima, uvjeravajući ih da konvoj ide prema Kupresu, a ne prema Kijevu. Tuđman i kardinal Franjo Kuharić poslali su telegrame prosvjednicima koji su podržavali Izetbegovića.  Opsada Kijeva prekinuta je pregovorima nekoliko dana kasnije, dva tjedna nakon što je blokada nametnuta. 

## Blokada u kolovozu
Svibanjski dogovor pokazao se kratkotrajnim, jer su jedinice JNA, ponovno predvođene Mladićem, postavile barikade kako bi spriječile ulazak u selo 17. kolovoza 1991. Sljedećeg dana, vođa hrvatskih Srba Milan Martić postavio je ultimatum policiji i stanovnicima Kijeva, zahtijevajući da napuste selo i okolicu u roku od dva dana - ili će se suočiti s oružanim napadom.  
Između 23. i 25. kolovoza, hrvatske snage evakuirale su gotovo cijelo civilno stanovništvo sela.  Dana 25. kolovoza, hrvatske snage pokrenule su neuspjeli napad na vojarnu JNA u Sinju,  38 km jugoistočno od Kijeva. Cilj napada bio je nabaviti oružje, potrebno jer su se hrvatski položaji u blizini Kijeva pogoršavali. 
Dana 26. kolovoza, JNA je napala Kijevo, a suprotstavilo im se 58 policajaca naoružanih samo lakim oružjem, pod zapovjedništvom načelnika policijske postaje Martina Čičina Šaina. Između 05:18 i 13:00 sati, JNA je ispalila 1500 topničkih granata na selo, a jugoslavensko ratno zrakoplovstvo podržalo je napad s 34 bliska zračna napada. Istog poslijepodneva, JNA je izvela kopneni napad na Kijevo.  Prema Martiću, na svaku kuću u Kijevu je otvorena vatra.  Napadačka snaga sastojala se od otprilike 30 tenkova koje je podržavala pješaštvo JNA i milicija hrvatskih Srba. 
JNA je ušla u selo do 16:30.  Potpukovnik Perislav Đukić, zapovjednik Taktičke skupine 1 zadužene za zauzimanje Kijeva i zapovjednik 221. motorizirane pješačke brigade JNA, izvijestio je da je selo osigurano do 22:30.  Hrvatska policija povukla se iz Kijeva u tri skupine preko planine Kozjak prema Drnišu.  Preostalo hrvatsko stanovništvo otišlo je nakon što je topništvo uništilo veći dio njihovih naselja.   Povlačeće skupine progonili su zrakoplovi jugoslavenskog ratnog zrakoplovstva dok su se probijale preko Kozjaka.  Izvjestiteljica Radio televizije Beograd Vesna Jugović zabilježila je ove događaje. Krajiške jedinice pod zapovjedništvom Martića djelovale su u dogovoru s JNA kako bi preuzele zapovjedništvo nad područjem. 

## Posljedice
Sukob između hrvatskih snaga i JNA u Kijevu bio je jedan od prvih slučajeva u kojima je JNA otvoreno stala na stranu pobunjenih Srba u brzo eskalirajućem Hrvatskom ratu za neovisnost,  djelujući na temelju Martićevog ultimatuma.  Braniteljske snage pretrpjele su samo dva ranjena, ali jedna od skupina u povlačenju je zarobljena.  Skupina, koja se sastojala od 20 muškaraca,  kasnije je puštena u razmjeni ratnih zarobljenika .  JNA nije pretrpjela žrtve.  Nakon što je JNA osigurala Kijevo, selo je opljačkano i spaljeno.   Uništenje Kijeva postalo je jedan od najzloglasnijih srpskih zločina u ranim fazama rata.  Jedinice JNA koje su sudjelovale u borbama u Kijevu i okolici napredovale su prema Sinju u sljedećih nekoliko dana, zauzevši Vrliku prije nego što su premještene kako bi sudjelovale u bitci za Šibenik sredinom rujna. 
Na Međunarodnom kaznenom sudu za bivšu Jugoslaviju, suđenje Milanu Martiću rezultiralo je presudom krivnje u vezi s Martićevom umiješanošću u Kijevu, a nalaze Sudskog vijeća iz 2007. u vezi s Kijevom potvrdilo je Žalbeno vijeće 2008., na temelju iskaza svjedoka o tome da se radilo o etničkom čišćenju .  Opsada Kijeva bila je prvi primjer primjene strategije etničkog čišćenja u jugoslavenskim ratovima .  Događaji u Kijevu nisu bili uključeni u optužnicu na suđenju Ratku Mladiću, ali hrvatsko pravosuđe sudilo je Mladiću u odsutnosti za ratne zločine počinjene u Kijevu. Osudjen je i osuđen na 20 godina zatvora. 